# الملاريا في فلسطين الانتدابية
كانت الملاريا وباءً حادًا في أجزاء من فلسطين الانتدابية في أوائل القرن العشرين. لقد قتل الوباء العديد من الأشخاص منذ فترة الكتاب المقدس حتى قضى عليه نهائيًا في أوائل الستينيات. كانت الملاريا في الأصل عائقًا كبيرًا أمام الاستيطان الصهيوني، لأنها قيدت الأراضي الصالحة للاستخدام للاستيطان، وأثرت على نمط حياة المستوطنين اليهود في فلسطين الانتدابية.
قبل عام 1918، كانت الملاريا شائعة في فلسطين الانتدابية. بحلول عام 1926، كان المرض قد قضى عليه تقريبًا في الجليل الأعلى ووادي يزرعيل.
ساعدت حملة مكافحة الملاريا على زيادة عدد السكان العرب في فلسطين.

## خلفية
ساعدت الملاريا في خلق نمط من الاستيطان جعل فلسطين عرضة للاستيطان اليهودي، فضلاً عن الفصل الجغرافي بين اليهود والفلسطينيين. وكان هناك "انفصال وبائي وجغرافي وطني" بين المجموعتين. كان الفلسطينيون يقيمون في الغالب على التلال الشرقية، التي توفر بعض الراحة من الملاريا، وكذلك في بعض المدن الساحلية. استقر اليهود في السواحل والوديان الأقل سكانًا، والتي كانت بها معدلات عالية من الملاريا وكان من السهل شراؤها.

## حملة كليجلر لمكافحة الملاريا
كان إسرائيل جاكوب كليجلر عالمًا ميكروبيولوجيًا وصهيونيًا ومساهمًا رئيسيًا في القضاء على الملاريا في إسرائيل. كانت الملاريا عاملا رئيسيا في الإصابة بالأمراض والوفيات في البلاد، وكان لها تداعيات مهمة على الاستيطان اليهودي. قبل الهجرة، جمع كليجلر معلومات حول القضايا الصحية في البلاد واكتسب خبرة في هذا المجال من خلال الانضمام إلى وفد لدراسة الحمى الصفراء في أمريكا الجنوبية. أعد كليجلر برنامجًا للقضاء على الملاريا، حيث إرسل إلى العديد من المنظمات والشخصيات العامة، بما في ذلك القاضي لويس برانديز، الذي زار البلاد عام 1919 وصدم من انتشار مرض الملاريا. بعد فشله في إقناع حاييم وايزمان والمسؤولين التنفيذيين الصهاينة بضرورة الاستثمار في القضاء على الملاريا، قام برانديز بتمويل مبلغ 10.000 دولار أمريكي لمشروع تجريبي للقضاء على الملاريا. وجه هذا المشروع من قبل كليجر ويشغل من خلال مركز هداسا الطبي. وفي الجليل وحول بحيرة كينيرت (بحر الجليل)، قضت الملاريا على المستوطنات اليهودية، حيث بلغ معدل الإصابة "أكثر من 95 بالمائة من العمال في عام 1919".
أظهر كليجلر عدم فعالية الطرق السابقة المستخدمة لمكافحة الملاريا في البلاد، وهي زراعة الأوكالبتوس الأشجار لتجفيف الأهوار، وتوفير الكينين الوقاية للوقاية من العدوى. ركز كليجلر دراساته على مرحلة اليرقات من دورة حياة البعوض. درس انتشار مختلف الأنوفيلة اختبرت الأنواع وبيولوجيتها ومناطق التعشيش طرقا مختلفة للاستئصال واختارت التدابير المناسبة، مع مراعاة كفاءتها وتكلفتها.
وقد أظهر عمله أن تصريف المستنقعات وحده لم يكن له تأثير يذكر على الملاريا، لأن البعوض يتكاثر في برك صغيرة من الماء، والتي لم يكن من الممكن حتى أن يصل إليها نظام الصرف الأكثر تطوراً. وأشير لاحقًا إلى أن ما لا يقل عن نصف حالات الملاريا يمكن إرجاعها ببساطة إلى إهمال الإنسان وإهماله. وأدى ذلك إلى تحسن نوعية الأراضي فيما يتعلق بالملاريا والمستنقعات مما أدى إلى إمكانية إدخال الزراعة بأمان.
إحدى الطرق الجديدة التي بدأها كانت إدخال أسماك جامبوسيا إلى مصادر المياه في البلاد في عام 1923. كان استخدام الأسماك اليرقية لتقليل أعداد البعوض معروفًا جيدًا في ذلك الوقت، على سبيل المثال، تكمن الأهمية في البروتوكولات المستخدمة لتحديد أي من الأنواع المعروفة في جامبوسيا هو الأكثر ملاءمة للظروف المحلية. وقد خفضت الأسماك بشكل فعال عدد يرقات البعوض التي تبقى على قيد الحياة حتى مرحلة البلوغ. وكانت النتيجة، إلى جانب تقنيات الصرف الصحي، القضاء شبه الكامل على الملاريا في وادي الأردن الأعلى، أي منطقة الحولة، شمال بحيرة طبريا.
في عام 1925، ذكر كليجلر في تقرير أولي أنه بين عامي 1922 و1925، انخفضت حالات الإصابة الجديدة بالملاريا بمقدار عشرة أضعاف. في الواقع، انخفضت نسبة الإصابة إلى الصفر في معظم الأماكن في الجليل الأعلى ووادي يزرعيل. بين عامي 1922 و1926، قضى بشكل شبه كامل على الأنوفيلة والملاريا في تلك المناطق. لفت انتباه منظمة الصحة، إحدى وكالات عصبة الأمم، سلف منظمة الصحة العالمية، إلى إنجازات كليجلر وموظفيه في مكافحة الملاريا، والتي أرسلت في مايو 1925 وفدًا إلى فلسطين الانتدابية. أعطى الوفد اعترافًا دوليًا بأهمية نشاط مكافحة الملاريا الذي يتم إجراؤه في البلاد. ألقى كليجلر محاضرة عن الحرب ضد الملاريا في فلسطين الانتدابية في المؤتمر الدولي الأول للملاريا الذي عقد في روما في أكتوبر 1925؛ ووصف في المحاضرة الجهد الرئيسي الموجه نحو تدمير أماكن تكاثر البعوض. في عام 1927، أسس "محطة أبحاث الملاريا" التابعة للجامعة العبرية في روش بينا، حيث نفذ العمل الميداني الرائد فيما يتعلق بالقضاء على الملاريا. وبعد ذلك بعامين، عين الدكتور جدعون مير مديرًا للمحطة وقاموا معًا بنشر سلسلة من المقالات حول الملاريا.
وفي تقرير صدر عام 1932، ذكر كليجلر أن المرض تمت السيطرة عليه إلى حد كبير في القرى اليهودية والعربية المجاورة. وفي المناطق غير اليهودية، كانت الملاريا لا تزال شائعة. وكتب كليجلر أنه مع ذلك، " إحرز تقدم هائل في السنوات العشر الماضية نحو السيطرة على هذه الآفة، والقضاء عليها في العديد من الأماكن". في مذكرة عام 1936 إلى اللجنة الخاصة للأمم المتحدة، ذكرت الإدارة البريطانية أرقام التعداد السكاني وذكرت أن حملة مكافحة الملاريا كانت عاملاً في المساعدة على زيادة عدد السكان العرب في فلسطين.

## روابط خارجية
- كيف أثرت الحرب ضد الملاريا على خريطة إسرائيل المستقبلية
- مراجعة: علم الأوبئة ومكافحة الملاريا في فلسطين
- وبائيات ومكافحة الملاريا في فلسطين
- القضاء على الملاريا محليًا: منظور تاريخي من فلسطين قبل 100 عام ينير الطريق الحالي للمضي قدمًا في منطقة جنوب الصحراء الكبرى بأفريقيا
- جستور:
  - مراجعة: وبائيات ومكافحة الملاريا في فلسطين
  - الملاريا في المستوطنات الريفية في فلسطين
  - حميات الملاريا في فلسطين والوقاية منها
  - الملاريا ودورية هطول الأمطار في فلسطين

1. ↑  see Gachelin's reference to Kligler 1925-26 work on the epidemiology of malaria in Palestine[7]